# Liste der Bischöfe von Šibenik
Die folgenden Personen waren Bischöfe des Bistums Šibenik (Kroatien):
- Martin I. Arbesano, O.F.M. (1298 – 1318 oder 1319)
- Crisogono Fanfoni (1319–?)
- Martin II. (?–1344)
- Tolon de Tolono (1344–?)
- Matteo Cernota (1357–?)
- Bonifatius von Ravenna (1380–?)
- Antonio da Ponte (1395–1402; auch Bischof von Concordia)
- Deodato Bogdano Pulsich
- Giorgio Sisgorich (1440–?)
- Urbano Vignaco (1454–?)
- Luca de Tollentis  (1469 – um 1490)
- Francesco Quirini  (1491–1495)
- Bartolomeo Bonini  (1495–?)
- Giovanni Stafileo (1512–1528)
- Giovanni Lucio Stafileo (1528 – um 1557)
- Girolamo Savorgnano (1557–?)
- Luca Spingaroli, O.P. (1574–?)
- Vincenzo Bassi (1589–1598; auch Bischof von Andria)
- Vincenzo Arrigoni, O.P. (1598 – 1626 oder 1627)
- Giovanni Paolo Savio (1627–1628; auch Bischof von Feltre)
- Giovanni Tommaso Malloni, C.R.S. (1628–?)
- Luigi Marcello, C.R.S. (1635–1653; auch Bischof von Pola)
- Natale Carideo (1654–?)
- Gian Domenico Callegari (1676–1722)
- Carlo Antonio Donadoni, O.F.M.Conv. (1723–?)
- Giuseppe Carlo Zbisko (1755–?)
- Girolamo Bonacich (1759–?)
- Giovanni Pettani (1764–?)
- Nicola Disnico (1767–?)
- Giuseppe Pierer (1779–?)
- Felice Venanzio Scotti (1784–?)
- Michele Spalatin (1796–?)
- Sedisvakanz (?–1827)
- Filippo Domenico Bordini (1827–1839; auch Bischof von Hvar)
- Luigi Pini (1839–1844; auch Bischof von Split-Makarska)
- Giovanni Bercich (1846–?)
- Pietro Alessandro Doimo Maupas (1855–1862; auch Erzbischof von Zadar)
- Ivan Zaffron (Zoffran) (1863–1872; auch Bischof von Dubrovnik)
- Antonio Innocente Giuseppe Fosco (1876–1894)
- Giovanni Maiorosy (1885–?)
- Matteo Zannoni (1895–1903)
- Vincenzo Pulišić (1903–1910; auch Erzbischof von Zadar)
- Luca Pappafava, O.F.M.Conv. (1911–1918; auch Bischof von Hvar)
- Girolamo Maria Mileta (1922–1947)
- Ćiril Banić (1961–1961)
- Josip Arnerić (1961–1986)
- Anton Tamarut (1986–1987)
- Srećko Badurina, T.O.R. (1987–1996)
- Ante Ivas (1997 – 2016)
- Tomislav Rogić (seit 2016)